# Біргитта Вальберг
Біргитта Вальберг (швед. Birgitta Valberg, в шлюбі Ганссон (швед. Hansson), 16 грудня 1916, Стокгольм — 29 березня 2014, Лідінге) — шведська акторка, володарка премії «Золотий жук» за кращу жіночу роль 1976/77 року.

## Біографія
Біргитта Вальберг народилася в сім'ї професора Пауля Вальберга і Алін Гунбор. Навчалася у театральній школі Королівського драматичного театру з 1940 по 1943 рік. Уже з першого року навчання почала грати на сцені театру і залишалася в його трупі впродовж 56 років, з 1940 по 1996 роки. За цей час виконала 137 ролей, грала в спектаклях режисерів Альфа Шеберґа, Улофа Муландера і Інгмара Бергмана.
Кінематографічна кар'єра Вальберг розпочалася раніше: вона дебютувала в 1934 році у фільмі Акселя Браннерса Unga hjärtan. У 1977 році їй була присуджена премія Шведського інституту кіно «Золотий жук» у номінації «Краща акторка в головній ролі» за роль Кати Вік у фільмі режисерки Гуннель Ліндблум «Райський куточок» (продюсер Інгмар Бергман). Біргитта також озвучувала роль (швед. Rumpnissarna) у фільмі Таге Даніельссона «Ронья, дочка розбійника» (1984) за повістю Астрід Ліндгрен. З 1943 року також періодично грала в радіотеатрі.
Вальберг померла 29 березня 2014 року на 98-му році життя, похована на кладовищі міста Лідінге.

### Приватне життя
У 1939 році Біргитта Вальберг одружилася з адвокатом і чиновником Гансом Ганссоном (1907—1976). У шлюбі народила троє дітей: Бодель Редін (1942—2000), Пер Ганссон (нар. 1945) і Марія Бандобранскі (нар. 1947), яка також стала акторкою.

## Нагороди і премії
- 1968 — Стипендія Йоста Екмана
- 1970 — Стипендія Юджина О'Нілла
- 1977 — Премія «Золотий жук»
- 1983 — Медаль Літератури і мистецтв

## Вибрана фільмографія
- 1934 — Unga hjärtan
- 1939 — Melodin från Gamla Stan
- 1939 — Folket på Högbogården
- 1941 — I paradis …
- 1941 — Striden går vidare
- 1943 — Livet på landet
- 1948 — Hamnstad
- 1949 — Kärleken segrar
- 1950 — Mamma gör revolution
- 1951 — Frånskild
- 1953 — Kvinnohuset
- 1954 — Flottans glada gossar
- 1954 — Karin Månsdotter
- 1954 — Taxi 13
- 1955 — Farligt löfte
- 1955 — «Посмішки літньої ночі»
- 1956 — Ratataa
- 1956 — Sista natten
- 1957 — Synnöve Solbakken
- 1958 — Fröken April
- 1960 — «Дівоче джерело»
- 1960 — Av hjärtans lust
- 1962 — Älskarinnan
- 1963 — Lyckodrömmen
- 1964 — Svenska bilder
- 1965 — För vänskaps skull
- 1966 — Prinsessan
- 1968 — «Сором»
- 1969 — Som natt och dag
- 1970 — Storia di una donna
- 1976 — Mannen på taket
- 1977 — Paradistorg
- 1980 — Flygnivå 450
- 1984 — Ronja Rövardotter (озвучування)
- 1989 — Peter och Petra
- 1992 — Söndagsbarn

## Телебачення
- 1955 — Hamlet
- 1961 — Han som fick leva om sitt liv
- 1961 — Mr Ernest
- 1961 — En handelsresandes död
- 1961 — Ljuva ungdomstid
- 1962 — Sex roller söka en författare
- 1968 — Rötter
- 1969 — Samtal med en död
- 1973 — Näsan
- 1973 — Pelikanen
- 1973 — En skugga
- 1979 — En handelsresandes död
- 1980 — Räkan från Maxim
- 1982 — Dubbelsvindlarna
- 1986 — Studierektorns sista strid
- 1986 — White Lady
- 1990 — Storstad
- 1990 — S*M*A*S*H
- 1993 — Polisen och domarmordet
- 1993 — Hemresa
- 1995 — Snoken
- 1996 — Idlaflickorna

## Вибрані ролі в театрі
| Рік  | Роль                       | П'єса автор                                                   | Режисер            | Театр                          |
| ---- | -------------------------- | ------------------------------------------------------------- | ------------------ | ------------------------------ |
| 1938 |                            | Señora Carrars gevär Бертольд Брехт                           | Герман Грейд       | Одеонтеатерн                   |
| 1940 | Еліза Парсонс              | Tony ritar en häst Леслі Сторм                                | Гаррі Рек-Гансен   | Бланштеатерн                   |
| 1941 | Еллен                      | Det evigt manliga Джеймс Тербер та Елліотт Наджент            | Стіг Торслов       | Васатеатерн                    |
| 1942 | Фанні Лімінг               | Gudarna le Арчибальд Кронін                                   | Карло Кейлі-Меллер | Королівський драматичний театр |
| 1943 | Сілла Тервандер, журналіст | Den stora skuggan Карло Кейлі-Меллер                          | Карло Кейлі-Меллер | Королівський драматичний театр |
| 1943 | Сюзетта Бурдьє             | Kungen Робер де Флер, Еммануель Арен і Гастон Арман де Кайаве | Руне Карлстен      | Королівський драматичний театр |
| 1944 | Естер                      | Innanför murarna Генрі Натансен                               | Карло Кейлі-Меллер | Королівський драматичний театр |
| 1945 | Henriette Löwenflycht      | Av hjärtans lust Карл Рагнар Йіров                            | Руне Карлстен      | Королівський драматичний театр |
| 1948 | Сестра Тереза              | «Філософський камінь» Pär Lagerkvist                          | Альф Шеберґ        | Королівський драматичний театр |
| 1949 | Жінка                      | «Смерть комівояжера» Артур Міллер                             | Альф Шеберґ        | Королівський драматичний театр |
| 1950 | Катаріна Стенбок           | «Ерік XIV» Август Стрінберг                                   | Альф Шеберґ        | Королівський драматичний театр |
| 1951 | Елін                       | Det lyser i kåken Бйорн-Ерік Хёйер                            | Інгмар Бергман     | Королівський драматичний театр |
| 1951 | Рут                        | Simon trollkarlen Торі Сеттерхольм                            | Арне Рагнеборн     | Королівський драматичний театр |
| 1952 | Любовиця                   | Furierna Енріке Суарес де Деса                                | Арне Рагнеборн     | Королівський драматичний театр |
| 1964 | Перша fältkonkubinen       | Tre knivar från Wei Гаррі Мартінсон                           | Інгмар Бергман     | Королівський драматичний театр |
| 1996 | Деллен Гекентерна          | Fint folk Кент Андерссон                                      | Томмі Берггрен     | Королівський драматичний театр |

## Радіотеатр
| Рік  | Роль                        | П'єса автор                     | Режисер         |
| ---- | --------------------------- | ------------------------------- | --------------- |
| 1947 | Міс Робертс, гувернантка    | Mollusken Г'юберт Генрі Дейвіс  | Гуннар Скоглунд |
| 1953 | Дружина                     | «Мідсоммар» Август Стріндберг   | Пале Бруніус    |
| 1954 | Гелена Андерссон, вчителька | Vår ofödde son Вільгельм Муберг | Мімі Поллак     |